# Arnaud Drouet
Pour les articles homonymes, voir Drouet.
Arnaud Drouet, né le 6 juin 1973 à Ermont, est un patineur de vitesse sur piste courte français.

## Carrière
Aux Jeux olympiques de 1992 à Albertville, il termine cinquième du relais sur 5 000 mètres.
Il est médaillé de bronze en relais aux Championnats du monde de patinage de vitesse sur piste courte 1992 à Denver.
Il est sacré champion de France de patinage de vitesse sur piste courte en 1994.

## Famille
Il est le frère de la patineuse de vitesse sur piste courte Laure Drouet.